# Margaretta Riley
Pour les articles homonymes, voir Riley.
Margaretta Riley née Hopper  (1804 - 1899) est une botaniste anglaise. Elle est la femme et l'associée de John Riley, également botaniste .
Le cratère vénusien Riley a été nommé en son honneur .